# 斑秃头蛛
斑秃头蛛（学名：Anepsion maritatum）为园蛛科秃头蛛属的动物。分布于斯里兰卡、印度、缅甸、印度尼西亚、日本以及中国大陆的海南等地。